# Plagiomnium cuspidatum
Plagiomnium cuspidatum, selten Spieß-Kriechsternmoos oder Spitzblättriges Sternmoos, ist eine Laubmoos-Art aus der Familie Mniaceae. Ein Synonym dieser Art ist Mnium cuspidatum Hedw.

## Merkmale
Plagiomnium cuspidatum bildet lockere, gelbgrüne Rasen mit 2 bis 4 Zentimeter hohen Pflanzen. Die fertilen Triebe wachsen aufrecht und sind schopfig beblättert, die sterilen Triebe sind bogig gekrümmt, mit den Spitzen einwurzelnd und sind scheinbar zweizeilig beblättert. Die Stämmchen sind am Grund mit dichtem, braunem Rhizoidenfilz besetzt. Die Blätter sind eiförmig, scharf zugespitzt, bis etwa 4 (selten 6) Millimeter lang und 2 Millimeter breit, mit am Stämmchen lang und breit herablaufendem Blattgrund. Die Blattränder sind vom Grund bis zur Spitze durch 3 bis 5 Reihen langgestreckter Zellen gesäumt und etwa von der Blattmitte aufwärts mit 1- bis 2-zelligen scharfen Zähnen besetzt. Die Blattrippe endet kurz vor oder in der Blattspitze.
Die Blattzellen der Blattmitte sind rundlich-sechseckig, nicht getüpfelt, haben deutlich verdickte Zellecken, sind nicht in deutlichen Reihen angeordnet und etwa 19 bis 29 µm lang und 15 bis 28 µm breit. Am Blattgrund sind wenige Reihen mit rechteckigen und getüpfelten Zellen.
Die Art ist zwittrig (synözisch), also mit männlichen und weiblichen Gametangien in einem Perichaetium. Sie fruchtet häufig. Die einzeln stehenden Sporogone haben eine 1,5 bis 2,5 Zentimeter lange Seta und eine ovale, horizontale bis nickende, 2,5 Millimeter lange Kapsel mit stumpfem Deckel. Sporenreifezeit ist im Frühling.

## Standortpräferenzen
Das kalkholde und schattenliebende Moos wächst bevorzugt in Wäldern auf feuchtem Waldboden, auf kalkhaltigem oder basenreichem Gestein, an Baumbasen, auf morschem Holz, auch ruderal auf Mauerkronen, in Parks und lückigen Wiesen. Häufige Begleitmoose sind Anomodon viticulosus, Brachythecium rutabulum, Homalia trichomanoides oder Hypnum cupressiforme.

## Verbreitung
In Mitteleuropa ist diese Art von der Ebene bis in mittlere Gebirgslagen verbreitet und gehört hier zu den häufigsten Vertretern der Sternmoos-Familie. Weltweit gibt es neben den europäischen Vorkommen solche in Asien, in Nord- und Mittelamerika sowie in Nordwestafrika und in Uganda.